# Deewangee
Deewangee est un film indien de l'industrie de Bollywood, réalisé par Anees Bazmee, sorti le 25 octobre 2002. 
Le film met en vedette Ajay Devgan, Urmila Matondkar et Akshaye Khanna. Le long metrage est un succès notable au box-office avec des recettes qui s’élèvent à 420 820 000 roupies.

## Fiche technique
- Réalisation : Anees Bazmee
- Producteur : Nitin Manmohan
- Musique : Ismail Darbar
- Durée : 169 minutes
- Date de sortie : 25 octobre 2002